# دیانا تایمینا
دیانا تایمینا (لتونیایی: Taimiņa؛ زادهٔ ۱۹ اوت ۱۹۵۴) ریاضی‌دان لتونیایی است.